# Kozówka (hromada Kozowa)
Kozówka – wieś na Ukrainie w rejonie tarnopolskim należącym do obwodu tarnopolskiego. Opodal Kozówki znajdują się źródła Koropca. 
W II Rzeczypospolitej miejscowość w powiecie brzeżańskim województwa tarnopolskiego.
W latach 1939–1944 nacjonaliści ukraińscy z OUN-UPA zamordowali 20 Polaków.